# Vahid Sandoghdar
Vahid Sandoghdar (* 29. April 1966 in Teheran) ist ein iranischer Physiker, der sich mit Quantenoptik und Nanooptik befasst.
Sandoghdar ging 1983 in die USA und studierte Physik an der University of California, Davis mit dem Bachelor-Abschluss 1987 sowie an der Yale University mit der Promotion 1993. In seiner Dissertation studierte er mit Laserspektroskopie Atome in Mikro-Hohlräumen, das Lennard-Jones-Potential und die Casimir-Polder-Kräfte zwischen Atomen und Oberflächen. Als Post-Doktorand war er an der École normale supérieure in Paris und studierte Flüstergalerie-Moden in Silizium-Mikrosphären. 1995 bis 2001 war er an der Universität Konstanz und entwickelte Methoden, um durch Kombination von Rastersondenmikroskopie (Optisches Rasternahfeldmikroskop) und Laserspektroskopie die Wechselwirkung von Licht und Materie im Nanobereich zu untersuchen. Nach der Habilitation in Konstanz 2001 war er ordentlicher Professor an der ETH Zürich im Labor für Physikalische Chemie. Dort gründete er das Network of Optical Sciences (optETH) und das Zürich Center for Imaging Science and Technology (CIMST). Seit 2012 ist er Professor mit einer Humboldt-Professur an der Universität Erlangen-Nürnberg und gleichzeitig Direktor am Erlanger Max-Planck-Institut für die Physik des Lichts.
Er befasst sich mit optischer Erkennung und Spektroskopie einzelner Moleküle und von Nanoteilchen und Entwicklung ultrahochauflösender optischer Mikroskopie mit Anwendungen in Biologie, Festkörperphysik und Quantenoptik. Beispielsweise gelang so die Beobachtung einzelner Viren auf Oberflächen über das von ihnen reflektierte Licht. An der ETH Zürich baute er mit seinem Team den kleinst-möglichen optischen Transistor.
Er erhielt 2010 einen Advanced Grant des European Research Council.

## Schriften
- Y. Rezus, S. Walt, R. Lettow, G. Zumofen, A. Renn, S. Götzinger, V. Sandoghdar: Single-photon Spectroscopy of a Single Molecule, Phys. Rev. Lett. 108, 2012, 093601
- P. Kukura, H. Ewers, C. Müller, A. Renn, A. Helenius, V. Sandoghdar: High-speed nanoscopic tracking of the position and orientation of a single virus, Nature Methods 6, 2009, S. 923
- Jan Zitzmann, Gert Zumofen, Vahid Sandoghdar Photonenpaare: gemeinsam durch dick und dünn, Physik Journal, Heft 9, 2002
- Beating the diffraction limit, Physics World, September 2001
- Trends and developments in scanning near-field optical microscopy, in Allegrini, Garcia, Marti (Hrsg.) Int. School Physics Enrico Fermi, 2001